# Julia Maesa

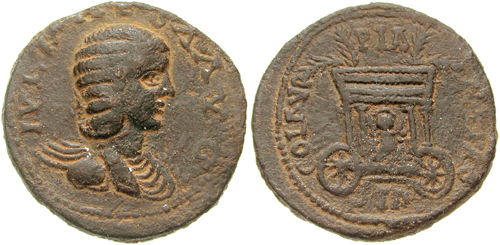
Julia Maesa

Julia Maesa, född 7 maj 160, död 224 i Rom, var en romersk politiker. Hon var de facto regent under sin dotterson kejsar Elagabalus från 218 till 224 med sin dotter Julia Soaemias, och därefter under sin yngre dotterson kejsar Alexander Severus med sin yngre dotter Julia Mamaea.

## Biografi

### Tidigt liv
Julia Maesa var dotter till Julius Bassianus och en okänd mor.  Hennes far var överstepräst för den lokala solguden Elagabal i den syriska staden Emesa (Homs), där ämbetet gick i arv inom hennes familj, som möjligen härstammade från den sista kända arabiska kungen av Emesa, Gaius Julius Sohaemus, som styrde staden innan den inlemmades i romarriket.  Hon var syster till Julia Domna och därmed svägerska till kejsar Septimius Severus och kusin till kejsarna Geta och Caracalla.  Hon gifte sig med syriern Julius Avitus (d. 217), och blev mor till Julia Soaemias och Julia Mamaea. 
Efter att hennes svåger år 193 blivit kejsare, levde Maesa i Rom, där hon och hennes döttrar hade en framträdande ställning vid det kejserliga hovet medan deras män gjorde karriär i imperiet. Hon följde inte med sin make på hans olika positioner runtom imperiet utan stannade i Rom, där hon samlade en förmögenhet.

### Macrinus regering
Den 8 april 217 mördades hennes systerson kejsar Caracalla, och armén upphöjde den pretorianska prefekten Macrinus till kejsare. Macrinus var misstänksam mot släktingarna till den förra kejsaren och förvisade henne och hennes två döttrar Soaemias och Mamaea till Syrien.  I Emesa övertog Julia Soaemias' son Elagabalus vid tretton års ålder ämbetet som solens överstepräst efter hennes far.  
Maesa accepterade inte att hennes släkt blivit avsatt som kejsardynasti utan hävdade sin äldste dotterson Elagabalus rätt till kejsartronen genom sin släktskap till Septimius Severus och den severanska dynastin, trots att det inte var genom blodsband.  Macrinus gjorde sig impopulär bland armén på grund av hans åtstramningsåtgärder mot den, medan Caracalla varit populär bland soldaterna.  Maesas anhängare spred ut ryktet att Elagabalus var Caracallas biologiske son, och lyckades därmed fånga upp den militär oppositionen mot Macrinus till förmån för Elagabalus.  En nyckelperson var Soaemias' fosterbror och älskare Gannys, som ska ha fört Elagabalus till legionen Legio III Gallica utanför Emesa, vilket utlöste dess uppror mot Macrinus.  Källor varierar om huruvida Gannys gjorde detta på eget initiativ, eller på Maesas order.  
Den 16 maj 218 utropade soldaterna Elagabalus till kejsare.  Den 8 juni 218 segrade Elagabalus armé i slaget vid Antiocheia under befäl av Gannys.  Maesa och Soaemias var närvarande vid slagfältet och spelade en avgörande roll då de med framgång lyckades få sin armé att inte överge slagfältet när Macrinus vid en kritisk tidpunkt tycktes ha övertaget.  Striden slutade med kejsar Macrinus död.  Enligt Cassius Dios var den ursprungliga planen att Gannys skulle gifta sig med Soaemias och sedan utropa sig till själv kejsare.  Under resan från Syrien till Rom lät dock Elagabalus mörda Gannys.

### Elagabalus regering
Hennes dotterson installerades formellt som kejsare med namnet Marcus Aurelius Antoninus Augustus, medan hans mor Soaemias fick titeln Iulia Soaemias Augusta. Även hans mormor mottog titeln Augusta (kejsarinna).  Elagabalus hade ett behov av att säkra sin ställning med hjälp av offentlig representation, och använde religion för detta syfte.  Soaemias stödde hans installation av sig själv som gud under namnet Deus Sol Invictus och gudarnas härskare, och en målning av Elagabalus i prästskrud hängdes på Maesas order över statyn av gudinnan Victoria i den romerska senaten i Rom, där senatorerna svor sin trohetsed, vilket i praktiken gjorde att senatorerna tvingades frambära offergåvor åt kejsaren varje gång de framlade sina offergåvor till gudinnan.  Soaemias och Elagabalus förklarade också att han i egenskap av gud hade gift sig med gudinnorna Astarte, Minerva eller Urania. 
Sommaren 219 anlände Elagabalus slutligen till Rom med sin mor, mormor, moster och kusin Alexander Severus, och mottogs som kejsare.  Eftersom Elagabalus var fjorton år gammal och myndighetsåldern för en romare var arton, blev det i praktiken hans mor och mormor som skötte statens affärer, medan Elagabalus främst engagerade sig i religion, representation och privata nöjen.  Soaemias och Maesa var i praktiken Roms regenter i kejsarens ställe, och administrerade Rom och statens affärer i hans namn.  Som sådana omnämns de och deras inflytande ofta i samtida källor.  Maesa fick den officiella titeln 'Augusta, mater castrorum et senatus' ('kejsarinna, lägrens och senatens moder') och 'avia Augusti' ('kejsarens mormor').  Det finns dock inget bevis som klart och tydligt anger att de hade den formella positionen som regenter. 
Kejsar Elagabalus blev dock oerhört impopulär på grund av sitt sexuella och religiösa liv, och förlorade sitt stöd hos både pretoriangardet och armén.  Julia Maesa bedömde att det fanns en fara för att Elagabalus skulle bli avsatt, och drog därför tillbaka sitt stöd till honom och hans mor för att istället stödja sin yngre dotter Mamaea och hennes son Alexander Severus.  Maesa övertalade år 221 Elagabalus att adoptera och utnämna sin Alexander Severus till efterträdare, ge honom titeln caesar och dela konsulskapet med honom, med argumentet att han då själv skulle få tid över för religiösa frågor.  Detta ledde till ett politiskt skifte med Elagabalus och hans mor på ena sidan, och Maesa, Mamaea och Alexander på den andra, med var sin grupp anhängare. 
Elagabalus kom att frukta att Alexander Severus skulle bli mer populär hos armén än honom själv, och berövade honom därför hans titlar.  Detta ledde till ett upplopp, och pretoriangardet krävde att få se både Elagabalus och Alexander Severus hos sig.  Den 11 mars 222 mördades Elagabalus och Soaemias av soldaterna i pretoriangardets garnison.

### Alexander Severus regering
Alexander Severus blev kejsare vid femton års ålder och hans regering kontrollerades totalt av hans mormor: hans officiella titel var Juliae Mamaeae Aug(ustae) filio Juliae Maesae Aug(ustae) nepote ('Julia Mamaeas son och Julia Maesas dotterson').
Hans mor och mormor iscensatte ett reformprogram med syftet att radera det dåliga rykte dynastin hade fått genom Elagabalus och återinföra romerska seder och värdighet till kejsarhuset.  De utnämnde ett kejserligt råd med 16 medlemmar kända för erfarenhet och måttlighet, återkallade Elagabalus religiösa edikt, återförde El-Gabals heliga sten till Emesa och dedikerade Elagabalus's soltempel till Jupiter.
Maesa avled mellan november 224 och 227. Hon blev gudaförklarad efter sin död.